# Schafhausen (Rödental)
Schafhausen ist ein abgegangener Ort in der Gemarkung und ehemaligen Gemeinde Mönchröden im Gebiet der oberfränkischen Stadt Rödental im Landkreis Coburg, nahe dem heutigen Rathaus von Rödental.
Der Siedlungskern lag zwischen Mönchröden und Oeslau bei der heutigen Gnaileser Straße. Der Name besteht weiter in der Parallelstraße Schafhauser Grund.
Schafhausen wurde 1149 in einer Urkunde als „Schafhusen“ erwähnt. In der bestätigte der Würzburger Bischof Siegfried von Truhendingen, dass dem neugegründeten Kloster Mönchröden durch Hermann Sterker, Burggraf von Meißen und seinen Bruder, den Grafen Sterker, auch diese Siedlung übergeben wurde.
Das Urbarium von 1317, eine Auflistung von Besitzungen der Henneberger beim Erwerb der Neuen Herrschaft, verzeichnete 13 Güter, von denen fünf besetzt waren. Um die Wende des 15. Jahrhunderts hatte Schafhausen noch einen Hof. Im 16. Jahrhundert waren es wieder mehrere. Zu dem Ort gehörten wohl Unterschafhausen und Oberschafhausen.
Im Verlauf der Befreiungskriege 1812/13 wurde der Ort, der zu Mönchröden gehörte, zerstört. Ein kompletter Wiederaufbau erfolgte nicht. 1846 wollten sich Gnailes und Schafhausen von Mönchröden trennen und eine eigene Gemeinde bilden. Als die Gebäude von Schafhausen im Januar 1872 durch das Coburger Domänenamt zum öffentlichen Verkauf auf Abbruch ausgeschrieben wurden, hatte der Ort zwei Höfe, eine Schäferei, eine Ziegelei und 16 Einwohner. Im Juni 1872 existierte Schafhausen nicht mehr.
In den 1950er Jahren wurde das Gebiet der ehemaligen Siedlung Schafhausen neu bebaut. Dabei wurde auch der Straßenname Schafhauser Grund vergeben, der an den abgegangenen Ort erinnert.